# Your Imagination
Your Imagination (englisch für „Deine Vorstellungskraft“) ist ein Lied des US-amerikanischen Musikers Brian Wilson, das im Mai 1998 erschien.

## Entstehung und Veröffentlichung
Das Lied wurde vom Interpreten selbst – zusammen mit Joe Thomas – getextet, komponiert sowie produziert. Beim Schreibprozess bekamen die beiden Unterstützung durch die Koautoren Steve Dahl und Jim Peterik.
Die Erstveröffentlichung von Your Imagination erfolgte als Single am 19. Mai 1998 bei Giant Records. Diese erschien in verschiedenen CD-Ausführungen, unter anderem als Maxi-Single mit einer A-cappella-Version und dem Titel Happy Days als B-Seiten (Katalognummer: 9 17216-2). Am 16. Juni desselben Jahres erschien das Lied als Teil von Wilsons Studioalbum Imagination (Katalognummer: 74321 57303 2).
Eine alternative Version von Your Imagination, mit leicht verändertem Text und Steve Dahl als Leadsänger, wurde in den späten 1990er Jahren gelegentlich in Dahls Radiosendungen auf WLUP-FM und WCKG in Chicago gespielt.

## Inhalt und Stil
Wilson steuerte durch Overdubbing sowohl den Lead- als auch den Harmoniegesang bei. Der Text bezieht sich indirekt auf die Sehnsucht nach den Beach Boys („another car running fast; another song on the beach“, „I took a trip to the past“), während das Arrangement mit der Piccolotrompete im Refrain auf Sgt. Pepper’s Lonely Hearts Club Band (Mai 1967) der Beatles verweist.

## Rezeption
Der Rolling Stone führte den Titel unter einer Liste der „besten 25 Songs von Brian Wilson“ auf. Zusammen mit Love and Mercy sind es die beiden einzigen Solotitel, die darin auftauchen.